# Metalimnobia (Metalimnobia) impubis
Metalimnobia (Metalimnobia) impubis is een tweevleugelige uit de familie steltmuggen (Limoniidae). De soort komt voor in het Palearctisch gebied.